# Наварро-и-Родриго, Карлос
Ка́рлос Нава́рро-и-Родри́го (исп. Carlos Navarro y Rodrigo; 24 сентября 1833, Аликанте — 20 декабря 1903, Мадрид, Испания) — испанский журналист и государственный деятель. Министр развития Испании и Первой Испанской Республики. В период с августа 1887 по июнь 1888 года он несколько раз назначался исполняющим обязанности министра финансов. Губернатор Балеарских островов (1864). Член обеих палат испанского парламента. Полномочный министр Испании в Османской империи.

## Биография
Родился на востоке Испании в семье бедного ремесленника, поэтому с малых лет ему пришлось подрабатывать, чтобы финансово помогать своей семье. В 15 лет Карлос Наварро получил степень бакалавра по общей культуре, используя для этого книги по литературе и поэзии, которые ему одалживали сверстники из университетов. Увлечение литературой привело его на должности корректора и переписчика в городские газеты «El Agente de Alicante» и «La Regeneración», а позже он и сам начал публиковать свои работы в разных изданиях. Благодаря университетским связям он стал главным редактором газеты «La Unión Liberal», являющейся одним из печатных органов партии Леопольдо О’Доннелла Либеральный союз, в которую он позднее вступит. В 1854 году он покинул Аликанте из-за пандемии холеры и отправился в Мадрид, где его публикации в газетах заметил министр внутренних дел Антонио де лос Риос Росас и через два года назначил его своим секретарём. На парламентских выборах 1858 года Наварро Родриго набрал 242 голоса в городе Пего, что позволило ему на полтора года стать депутатом испанского конгресса от своей родной провинции.
В 1859 году он, в качестве военного корреспондента, сопровождал Леопольдо О’Доннелла в экспедиции в Марокко, во время Испано-марокканской войны. Вернувшись в Испанию, Карлос Наварро преисполнился желанием поспособствовать мирному урегулированию этого конфликта, для чего, пользуясь положением главного редактора издания La Época, составил специальный антивоенный номер газеты для королевы Изабеллы II.
В 1864 году его назначили губернатором Балеарских островов. Через год он избрался в Конгресс от этого региона, одержав победу на выборах в городе Пальма. В 1866 году он не поддержал восстание генерала Хуана Прима против испанских властей, однако через год Карлос Наварро сам подверг критике правительство и подписал коллективный протестный документ, направленный королеве, за что был лишён всех постов и отправлен в ссылку в Овьедо. В политику он вернулся в качестве члена революционной хунты Мадрида во время Славной революции 1868 года. Ещё через год он во второй раз стал представителем Балеарских островов в Конгрессе депутатов, а также был назначен полномочным министром Испании в Константинополе. 20 июня 1869 года Карлос Наварро и Мануэль Бесерра вошли в комиссию, курирующую изготовление серебряной шкатулки стоимостью 10 000 реалов, предназначенной для хранения испанской конституции 1869 года. В 1870 году он в составе комиссии отправился в Италию, для вручения Амадею Савойскому акта об избрании его королём Испании. В следующие два года он поочерёдно занимал должности инспектора по развитию в Гранаде и депутата Конгресса от Куэнки и Альмерии.
В сентябре 1874 года Карлос Наварро был назначен министром развития Первой Испанской Республики. За четыре месяца нахождения на этом посту он разработал новый проект общественного образования. В 1881 году он избрался в Конгресс депутатов от провинции Хаэн, а в 1884 стал представлять провинцию Таррагона в Сенате.
В 1886 году он вновь был назначен министром развития уже монархической Испании. На этот раз Карлос Наварро пошёл по пути проведения реформ, например отныне не провинциальные Советы, а центральное правительство полностью брало на себя все обязанности, связанные с выплатой заработной платы преподавателям и профессорам и закупкой инвентаря для институтов и школ. Ещё одним его достижением на этом посту стало создание коммерческих школ по всей Испании. Во время своего министерства он также активно занимался развитием своего родного города, открыв там в 1887 году коммерческую школу, школу искусств и ремесёл и утвердив план расширения города.
Сложив с себя министерские полномочия в 1888 году, он переехал в Альмерию, представителем в Сенате от которой  он стал в декабре следующего года. Впоследствии он воспользовался возможностью, данной ему испанской Конституцией, и с 1890 по 1893 год заседал в верхней палате парламента в качестве сенатора по праву. Последними его постами на госслужбе стали должности президента Счётной палаты Испании, которую он занимал с 1890 по 1893 год, и председателя Торговой палаты Мадрида.
Карлос Наварро-и-Родриго умер в 1903 году в Мадриде после продолжительной болезни.

## Память
В июне 1887 года за огромный вклад в развитие города, в новом районе Аликанте под названием Беналуа (исп. Benalúa) была открыта Площадь Наварро Родриго.